# Rosalie-Marie Ciss
Pour les articles homonymes, voir Ciss.
Rosalie-Marie Ciss, née en 1980 à Orléans, est une joueuse de basket-ball française.

## Biographie
Lors de deux saisons, elle porte le maillot de Pleyber-Christ en Ligue 2.
En juillet 2011, la jeune trentenaire s'engage pour un an avec l'AB Chartres en troisième division (NF1). Au terme de la saison 2012-2013, l'équipe se qualifie pour les playoffs dont Ciss fait partie des meilleures chartraines. L'équipe accède en Ligue 2.
Durant l'été 2013, elle est sacrée championne de France du 3 contre 3, avec une équipe de copines, lors de l'Open de France à Perpignan,.
Fin novembre 2013, de retour en LF2, elle subit un traumatisme cervico-dorsal et sternal, en retombant mal en match, qui l'éloigne des terrains. Revenu sur le terrain début 2014, elle se fait une inflammation très accentuée au niveau de l'ischio-jambier gauche. Lors du dernier match de la phase régulière, elle se casse le nez en prolongation contre Roche Vendée. 
En novembre 2014, lors de la victoire à Aulnoye, elle se blesse à une cheville. 
À l'été 2015, elle quitte Chartres et intègre l'USM Saran. Toujours intérieure au sein de la NF3 saranaise en 2020, elle est retenu en équipe de France 3x3.